# Comité Ejecutivo Central Panbielorruso
El Comité Ejecutivo Central Panbielorruso (en bielorruso: Усебеларускі Цэнтральны Выканаўчы Камітэт) era un órgano representativo del Congreso de los Sóviets de Toda Bielorrusia. Fue el supremo poder estatal de control legislativo y administrativo de la República Socialista Soviética de Bielorrusia. Se estableció en 1919, y tenía sede en Minsk. En 1938, fue reemplazado por el Presídium del Sóviet Supremo de la RSS de Bielorrusia.

## Historia
El Comité Ejecutivo Central Panbielorruso fue creado el 3 de febrero de 1919, según la Constitución aprobada por el 1.º Congreso de los Sóviets de Toda Bielorrusia. Su poder estaba establecido según el concepto de la dictadura del proletariado, la cual estaba estipulada en la Constitución de la RSS de Bielorrusia. Se estipuló que el CEC era el órgano de gobierno supremo durante los periodos entre sesiones del Congreso de los Sóviets (el cual solo sesionaba dos veces al año), y estaba compuesto por no más de 50 personas, elegidas por el Congreso de los Sóviets.  El 11 de abril de 1927, tras la segunda edición de la constitución, se especificaron más los poderes del CEC y del Congreso de los Sóviets. 
En 1937, tras la adopción de una nueva edición de la Constitución de la Unión Soviética, hubo grandes modificaciones en los organismos legislativos, tras los cuales, tanto el Congreso de los Sóviets de la URSS como el de la RSS de Bielorrusia fueron reemplazados por los Sóviets Supremos, por lo que el Comité Ejecutivo Central Panbielorruso fue reemplazado por el Presídium del nuevo Sóviet Supremo.

## Presidentes
| Imagen | Imagen | Nombre                           | Inicio-fin                                    | Partido político  |
| ------ | ------ | -------------------------------- | --------------------------------------------- | ----------------- |
|        |        | Aleksandr Cherviakov (1892–1937) | 18 de diciembre de 1920 – 16 de junio de 1937 | Partido Comunista |
|        |        | Mijaíl Stakun (1893–1943)        | 7 de julio de 1937 – 13 de noviembre de 1937  | Partido Comunista |
|        |        | Nikifor Natalévich (1900–1964)   | 14 de noviembre de 1937 – 25 de julio de 1938 | Partido Comunista |